# Hyla antoniiochoai
Hyla antoniiochoai är en groddjursart som beskrevs av De la Riva och Juan Carlos Chaparro 2005. Hyla antoniiochoai ingår i släktet Hyla och familjen lövgrodor. IUCN kategoriserar arten globalt som otillräckligt studerad. Inga underarter finns listade i Catalogue of Life.